# Stora Agnsjön (Horreds socken, Västergötland)
Stora Agnsjön är en sjö i Marks kommun i Västergötland och ingår i Viskans huvudavrinningsområde. Sjön är 27 meter djup, har en yta på 0,642 kvadratkilometer och befinner sig 54,3 meter över havet. Vid provfiske har bland annat abborre, braxen, gädda och mört fångats i sjön.

## Delavrinningsområde
Stora Agnsjön ingår i det delavrinningsområde (636504-129791) som SMHI kallar för Mynnar i Viskan. Medelhöjden är 90 meter över havet och ytan är 29,62 kvadratkilometer. Det finns ett avrinningsområde uppströms, och räknas det in blir den ackumulerade arean 70,57 kvadratkilometer. Hornå som avvattnar avrinningsområdet har biflödesordning 2, vilket innebär att vattnet flödar genom totalt 2 vattendrag innan det når havet efter 27 kilometer. Avrinningsområdet består mestadels av skog (76 %). Avrinningsområdet har 1,71 kvadratkilometer vattenytor vilket ger det en sjöprocent på 5,8 %. Bebyggelsen i området täcker en yta av 0,52 kvadratkilometer eller 2 % av avrinningsområdet.

## Fisk
Vid provfiske har följande fisk fångats i sjön:
- Abborre
- Braxen
- Gädda
- Mört
- Sarv